# Neoplocaederus cyanipennis
Neoplocaederus cyanipennis är en skalbaggsart som först beskrevs av Thomson 1860.  Neoplocaederus cyanipennis ingår i släktet Neoplocaederus och familjen långhorningar.
Artens utbredningsområde är Senegal. Inga underarter finns listade i Catalogue of Life.